# Cairon
Cairon é uma comuna francesa na região administrativa da Normandia, no departamento Calvados. Estende-se por uma área de 5,9 km². Em 2010 a comuna tinha 2 054 habitantes (densidade: 348,1 hab./km²).